# 傅炯
傅炯（1493年—1575年），字朝晋，号石渊，江西南昌府进贤县人，明朝政治人物，進士出身。

## 生平
治《書經》，行十二，由國子生中式丙子科（1516年）江西鄉試第九十一名舉人，年三十一歲中式嘉靖二年（1523年）癸未科會試第一百六名，第二甲第一百七名進士。授刑部主事，八年四月改任山东道监察御史，巡按直隶，十三年九月升南京光禄寺少卿，十九年六月升南京太仆寺少卿，升大理寺右少卿，二十三年五月轉本寺左少卿，十二月升南京都察院右佥都御史、提督操江兼管巡江，二十四年七月協理院事，二十五年五月升左副都御史协管院事，二十七年七月升刑部右侍郎，二十八年五月升左侍郎，二十九年二月升南京刑部尚书，三十年二月以考察致仕。为官清正，疾恶如仇。在地方屡次为民伸冤，得到百姓爱戴。又因与严嵩不合，多年不得重用。居乡三十年，终年八十三岁。神宗诏谕祭葬于进贤晏山。

## 家族
曾祖傅仕言。祖父傅玉川。父傅松。母季氏。重庆下。兄傅燦（贡士）。